# Рух (видавництво)
«Рух» — українське кооперативне видавництво, засноване 1917 у місті Вовчі й перенесене у грудні 1921 до Харкова.
Видавало здебільшого твори українських дореволюційних письменників у серіях, призначених для масового поширення: «Бібліотечка української літератури для селянських і робітничих книгозбірень», «Ілюстрована бібліотека для дітей», «Франківська бібліотека» і «Театральна бібліотека», у якій вийшло понад 100 п'єс; мистецькі монографії та повні зібрання творів українських класиків, у тому числі І. Франка в 30 томах (1924 — 1931), О. Кобилянської у 9 томах (1927 — 1929), Б. Грінченка у 10 томах (1926—1930), М. Чернявського у 10 томах (1927—1931), Г. Хоткевича у 8 томах (1928—1932) та ін.
В 1932 році у видавництві вийшли друком мемуари Панаса Саксаганського «Життя і театр».
Деяких з цих збірних видань видавництво не змогло завершити: у 1933 році «Рух», як приватне кооперативне видавництво, був ліквідований разом із широко розгалуженою книготорговельною мережею по містах і селах України.